# Параскева Костова
Параскева (Пашка) Костова Бояджиева-Лапе е българска революционерка, деятелка на Вътрешната македоно-одринска революционна организация.

## Биография
Пашка Костова е родена през 1874 година в градчето Крушево, тогава в Османската империя, днес в Северна Македония. Съпругът и Коста Бояджиев Лапев загива през Илинденското въстание от 1903 година в битката на Слива като четник на Тодор Христов – Офицерчето. Пашка Костова остава вдовица с пет деца, в нейната къща е организиран военен склад и бомболеярна от Ставре Боряр и Митка Манак.
На 22 април 1943 година, по време на българското управление във Вардарска Македония, като жителка на Крушево, подава молба за българска народна пенсия, която е одобрена и отпусната от Министерския съвет на Царство България.
На 26 ноември 1950 година подава молба за илинденска пенсия.